# Депортиво Малага
«Депортиво Малага» (исп. Club Deportivo Málaga) — бывший испанский футбольный клуб из Малаги. Клуб основан в 1923 году и вплоть до своего банкротства в 1992 году был ведущим клубом в Малаге. Выступавшая в 2000—2010-х годах в Примере «Малага» была его резервной командой, но после банкротства «Депортиво» стала основным клубом в городе. Домашние матчи «Депортиво Малага» проводил на арене «Ла-Росаледа», вмещающей 28 963 зрителя. За свою историю «Депортиво Малага» провёл 20 сезонов в «Примере», последним из которых стал сезон 1989/90. Лучшим достижением команды в чемпионатах Испании являются 7-е места в сезонах 1971/72 и 1973/74.

## Сезоны по дивизионам
- Примера — 20 сезонов
- Сегунда — 31 сезон
- Терсера — 9 сезонов

## Достижения
- Сегунда
  - Победитель (3): 1951/52, 1966/67, 1987/88
- Терсера
  - Победитель (3): 1943/44, 1945/46, 1959/60